# Шімідзу Йоджі
Шімідзу Йоджі (26 січня 1941) — японський ватерполіст.
Учасник Олімпійських Ігор 1960, 1964 років.
Переможець Азійських ігор 1962, 1966 років.